# Außerordentliche Afrikanische Kammern
Die Außerordentlichen Afrikanischen Kammern (französisch: Chambres Africaines Extraordinaires, CAE) sind ein afrikanisches Sondertribunal, das nach einer Vereinbarung zwischen der Afrikanischen Union (AU) und dem Staat Senegal die durch Ex-Diktator Hissène Habré im Tschad begangenen politischen Verbrechen zwischen dem 7. Juni 1982 und dem 1. Dezember 1990 untersucht. Oberster Richter ist Magistrat Ciré Aly Bâ, der die Außerordentlichen Afrikanischen Kammern im Rahmen der senegalesischen Justiz am Berufungsgericht Dakar (Cour d’Appel de Dakar) leitet.

## Der Fall Hissène Habré

### Hintergrund
Der Zeitraum zwischen dem 7. Juni 1982 und 1. Dezember 1990 entspricht exakt der Regierungszeit des ehemaligen tschadischen Präsidenten Hissène Habré, genannt „Pinochet von Afrika“, der sich seit dem 20. Juli 2015 in Dakar vor der CAE verantworten muss. 40.000 Menschen wurden unter seiner Schreckensherrschaft ermordet und Tausende gefoltert. Zum ersten Mal in der Geschichte ist damit ein afrikanischer Ex-Diktator von einem afrikanischen Gericht zur Verantwortung gezogen worden. Der Gerichtshof wurde am 8. Februar 2013 in Dakar nach langem Tauziehen eingesetzt, nachdem das Verfahren gegen Habré lange Zeit an der Weigerung der senegalesischen Regierung gescheitert war, den ehemaligen Diktator zur Verantwortung zu ziehen. Erst nach der Wahl von Macky Sall zum senegalesischen Präsidenten im Jahr 2012 wurde der Prozess vorbereitet.

### Urteil
Am 30. Mai 2016 hat das CAE Ex-Diktator Habré in mehreren Anklagepunkten für schuldig befunden und zu lebenslanger Haft verurteilt. Ihm wurden Kriegsverbrechen, Verbrechen gegen die Menschlichkeit und Folter in Tausenden Fällen während seiner Herrschaft nachgewiesen.

## Kammern der CAE
Man sprichet von „Chambres“ im Plural, weil es insgesamt vier Kammern sind, die das Gericht bilden:
- Chambre africaine extraordinaire d’instruction – (Untersuchungskammer)
- Chambre africaine extraordinaire d’accusation – (Sonderanklage)
- Chambre africaine extraordinaire d’assises – (Geschworenengericht)
- Chambre africaine d’assises d’appel – (Berufungsgericht)